# Sergio Lavandero
Sergio Lavandero González (Santiago, 19 de septiembre de 1959) es un químico farmacéutico y doctor en bioquímica chileno. En 2022 recibió el Premio Nacional de Ciencias Naturales.El 2019 fue parte de los 6 líderes científicos invitados por la revista Nature Reviews, para describir los avances científicos más importantes en la medicina cardiovascular ocurridos en los últimos 15 años. En 2020 fue reconocido por Expertscape como el número uno en Latinoamérica y en Chile en investigación sobre el corazón y mitocondrias cardíacas durante los últimos diez años.
En el ámbito de la docencia e investigación científica, esta dedicado al área de transducción de señales de las enfermedades cardiovasculares.

## Biografía
Se formó en la educación pública chilena, el Instituto Nacional para luego entrar a estudiar Química y Farmacia en la Universidad de Chile, continuando sus estudios de Doctorado en bioquímica en la misma casa de estudios. Obtuvo su grado de doctor con la tesis dirigida por el Profesor Mario Sapag-Hagar, donde estudió el papel de los factores de crecimiento en el desarrollo y función del tejido mamario. También se ha perfeccionado en diversas instituciones: National Heart & Lung Institute del Imperial College of Science, Technology & Medicine (Londres, Inglaterra), Erasmus Universitat (Róterdam, Holanda), National Institutes of Health (Bethesda, USA), St. Vincent ́s Hospital, Research Cardiovascular Center (Melbourne, Australia) y en University of Texas Southwestern Medical Center (Dallas, Texas, USA).
Desde el año 1985 trabaja en la Universidad de Chile, donde ha ejercido cargos en la administración universitaria como: integrante de la Comisión Superior de Calificación Académica (2008 y 2010); integrante del Consejo de Evaluación (2010 y 2012); vicerrector de Investigación y Desarrollo de la Universidad de Chile (2012-2014) y, ejerce como Senador Universitario en el período que comprenden los años 2018 a 2022.
Además es profesor de la Facultad de Ciencias Químicas  y de la Facultad de Medicina de la Universidad de Chile, profesor Adjunto de University of Texas Southwestern Medical Center, Director e Investigador del Centro Avanzado de Enfermedades Crónicas e Investigador del Centro de Estudios Moleculares de la Célula (CEMC).

## Línea de investigación
Su investigación se centra en los sistemas de comunicación que controlan las diversas funciones celulares normales y sus alteraciones que conducen a la génesis y desarrollo de las enfermedades cardiovasculares y diabetes, ambas patologías de alta prevalencia en Chile y el mundo desarrollado. Sus estudios como investigador, han sido financiadas por múltiples proyectos nacionales e internacionales: como Fondo Nacional de Desarrollo Científico y Tecnológico (FONDECYT), Anillo de Investigación en Ciencia y Tecnología, Proyecto Asociativo Regional de Divulgación y Valoración Científica y Tecnológica EXPLORA, Fondo de Fomento al Desarrollo Científico y Tecnológico (FONDEF) y Fondo de Financiamiento de Centros de Investigación en Áreas Prioritarias (FONDAP).
Sus investigación principal se centra en el descubrimiento de nuevos mecanismos en el desarrollo de las enfermedades cardiovasculares, las que son la causa número uno de muertes a nivel mundial, y se estima que cobran 17,9 millones de vidas cada año (31% de las muertes globales).
Estas investigaciones son:
- Nuevos mecanismos en el desarrollo de las enfermedades cardiovasculares. Describió ideas, mecanismos y procesos celulares que ocurren en la génesis y desarrollo de patologías cardíacas así como potenciales blancos terapéuticos para su tratamiento.[16][17][18][19][20][21][22]
- Angiotensina-(1-9); nuevo regulador de la función y estructura del sistema cardiovascular. En colaboración con los doctores María Paz Ocaranza, Jorge Jalil y Mario Chiong describieron, por primera vez, que el péptido angiotensina-(1-9) generado por la ECA2 a partir de angiotensina I, es un nuevo regulador del funcionamiento y estructura del sistema cardiovascular. Este péptido tiene acciones cardioprotectoras, anti-hipertensivas, antiinflamatorias y anti-fibróticas. El sistema ECA2, angiotensina-(1-7) y angiotensina-(1-9) es considerado tanto un contrarregulador del sistema ACE/angiotensina II como un nuevo blanco farmacológico.[23][24] ACE2 también es el receptor para el coronavirus SARS-CoV-2. Este virus destruye la ECA2 y probablemente altera la actividad de este nuevo sistema contrarregulador.[25]

Su productividad se refleja en 335 publicaciones en revistas internacionales indexadas) y la calidad de sus trabajos (Índice H: 81 según Google Scholar; 67 según ISI Web of Science; citaciones: 36.826 según Google Scholar y 23.082 según ISI Web of Science; y 89 publicaciones en revistas ubicadas en el 10% del ranking de sus disciplinas). 

## Políticas públicas en salud y divulgación científica
En 2013 creó el primer Centro de Excelencia chileno para el estudio de las Enfermedades Crónicas Advanced Center for Chronic Diseases, (ACCDiS) formado por la Universidad de Chile y la Pontificia Universidad Católica de Chile. En éste se realiza investigación transdisciplinaria de las enfermedades cardiovasculares y el cáncer; además forma capital humano avanzado, desarrolla una red de colaboración científica nacional e internacional y contribuye con el desarrollo de políticas públicas en salud. Dicha institución estudió por primera vez en Chile, la historia natural de las enfermedades crónicas no transmisibles a través de la Cohorte del Maule (MAUCO). En 2020 ACCDiS se posicionó en el 3° lugar (2246 del total) entre todas las instituciones chilenas de investigación en el SCImago Institutions Ranking (SIR), después de la Universidad de Chile y la Pontificia Universidad Católica de Chile, quienes fueron clasificadas de acuerdo a una combinación de tres indicadores de desempeño: investigación, innovación e impacto social.
Instaló el Proyecto Asociativo Regional de Divulgación y Valoración Científica y Tecnológica EXPLORA: PAR Explora Región Metropolitana Norte (2019-2022). Su objetivo es convocar a niñas, niños, jóvenes y adultos a participar de actividades de divulgación y valoración de la ciencia y la tecnología, despertando la curiosidad y acercándolos al conocimiento de distintas áreas científicas. Este proyecto permite educar y divulgar a la sociedad temas relacionados con las enfermedades crónicas no transmisibles y su prevención. Sus acciones abarcan al 33 % de la población de la Región Metropolitana (aproximadamente 410 000 estudiantes de educación parvularia, básica y media) que residen en 17 comunas de las zonas norte y oriente.

## Premios y reconocimientos
- Beca Doctorado Fundación Andes (1988-1991)[34]
- Premio Boehringer-Mannheim al investigador joven en Investigación Básica en Cardiología (1994)[10]
- Beca posdoctoral British-Council (1996)[10]
- Premios Fundación Chilena de Cardiología a la mejor investigación básica en 1996, 1998 y 2005[10]
- Experto de nivel global en el área del corazón 2021, por Expertscape[7]
- Conferencia Osvaldo Cori, por la SBBMCH (2021)[35]

- Premio Nacional de Ciencias Naturales 2022, por Ministerio de Educación de Chile (MINEDUC)